# Niedere Allzunah
Die Reste der Burg Niedere Allzunah befinden sich in der Gemarkung Herrmannsacker im Landkreis Nordhausen in Thüringen.

## Standort
Die abgegangene Höhenburg befindet sich 415 Meter über NHN auf dem abfallenden Bergrücken der Burg Schadewald 200 Meter südlich von ihr und 1,3 Kilometer nördlich von Herrmannsacker. Westlich und südlich der ehemaligen Burg fließt der Krebsbach.
Der Burgplatz ist länglich oval mit einer Spitze nach Süden und auf drei Seiten vom tiefen Ringgraben mit dem Vorwall umgeben. Mit der steilen Ostflanke ist die Gesamtfläche 25 × 50 Meter.
Die Geschichte ist eng mit der Burg Schadewald verknüpft. Sie gehört zu den Allzunah-Burgen.